# Henri Monnet
Pour les articles homonymes, voir Monnet.
Henri Monnet est un homme politique français, né le 7 mars 1896 à Montluçon et mort le 6 août 1983 à La Celle-Saint-Cloud.

## Biographie
Henri Jean Joseph Monnet est le fils d'Albert Monnet, procureur à Rambouillet, et de Marguerite Chantemille, fille du sénateur Joseph Chantemille, tous deux catholiques, républicains de tendance libérale et anticléricale. Il est le neveu du sculpteur André d'Houdain et le cousin de Mgr Villepelet, évêque de Nantes. Son frère Georges Monnet (1898-1980) est un futur ministre de Léon Blum et sa sœur Marie-Rose (1902-1945) épouse le banquier Pierre Furet, dont elle a François Furet, historien.
Licencié en droit et en sciences politiques en 1921, il est banquier à la Banque nationale de Crédit, appelé par un de ses directeurs Alexandre Bungener. Il y devient fondé de pouvoir à la direction générale. Directeur financier à la Compagnie française de placements, appelé par son fondateur Marc Chavannes. Après le naufrage de la CFP, en 1929, il est « remisier » chez l'agent de change Moureau.
Pianiste et violoniste, il est l'élève d'Isaïe Keller puis d'Albert Schweitzer. Vers 1925, il est membre du conseil d'administration de la Société immobilière de la Salle Pleyel. Ami d'Igor Stravinsky, il est fondateur, avec Robert Lyon et Paul Robert, de l'Orchestre symphonique de Paris (directeurs : Ernest Ansermet, Alfred Cortot et Louis Fourestier).
Il épouse le 7 janvier 1930 à Montréal Madeleine Beaudry (1909-1978), fille d'Adrien Beaudry (1879-1942), avocat, député du Québec de 1916 à 1921. Ils ont une fille, Joan (1930-2014), épouse de Philippe Bungener.
Il est sénateur des Landes du 8 décembre 1946 au 7 novembre 1948. De mars 1965 à mars 1974, il est membre du Conseil constitutionnel, nommé par Jacques Chaban-Delmas.

## Hommages et distinctions
- Croix de guerre 1914–1918
- Croix de guerre 1939–1945
- Commandeur de la Légion d'honneur
- Médaille de la Résistance française

## Publications
- Mémoires d'un éclectique, Garnier, 1980.